# 10596 Стівенсімпсон
10596 Стівенсімпсон (10596 Stevensimpson) — астероїд головного поясу, відкритий 4 жовтня 1996 року.
Тіссеранів параметр щодо Юпітера — 3,306.